# Tafel von Baška

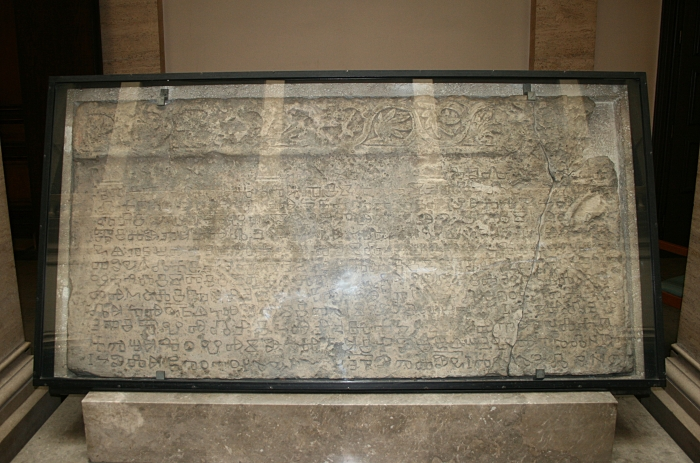
Original der Tafel von Baška in der Kroatischen Akademie der Wissenschaften und Künste

Die Tafel von Baška (kroatisch Bašćanska ploča) ist eines der ältesten und bekanntesten Kulturdenkmäler der kroatischen Sprache und Geschichte.
Die Tafel stammt aus der Kapelle Sv. Lucija in Jurandvor bei Baška auf der Insel Krk und wird auf das Jahr 1100 datiert.

## Inhalt und Bedeutung

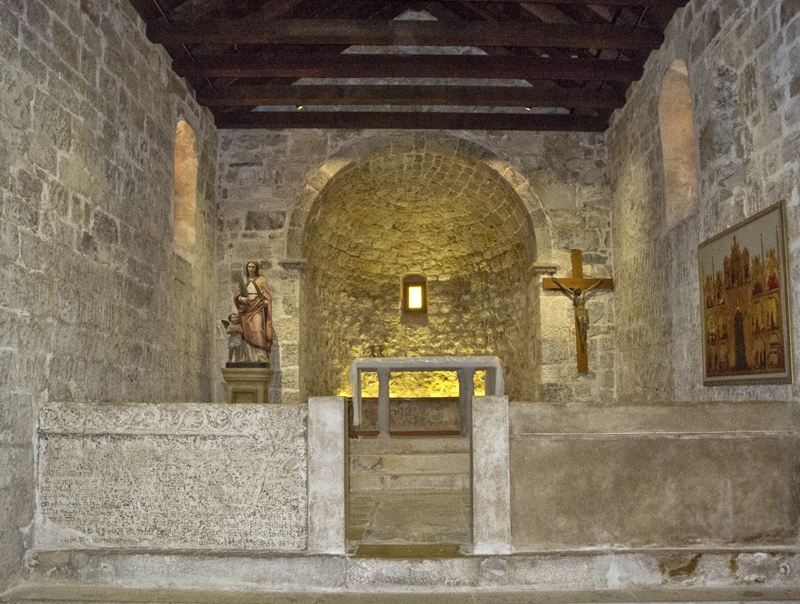
Kopie der Tafel (unten links) an ihrer ursprünglichen Stelle in der Kapelle

Die 99,5 cm × 199 cm große Steintafel war ursprünglich der linke Teil der Altarschranke der frühromanischen Kapelle, die der Heiligen Lucia geweiht ist. 1851 entdeckt, wird sie seit 1934 in der Kroatischen Akademie der Wissenschaften und Künste in Zagreb aufbewahrt. In der Kapelle ist an ihrer ursprünglichen Stelle seit 2002 eine Kopie der Tafel angebracht.
Die Inschrift ist in glagolitischer Schrift verfasst, sie dokumentiert, dass der kroatische König Dmitar Zvonimir der Kirche der heiligen Lucia eine Schenkung machte. Die Kirche gehörte zu einer Benediktinerabtei. Der Text umfasst folgende Abschnitte:
- die Anrufung Gottes (Invocatio Dei)
- die Aussage des Abtes Držiha, dass König Zvonimir (der Abtei) der heiligen Lucia ein Stück Land schenkte
- eine Zeugenliste
- eine Drohung gegen alle, die diese Schenkung anfechten
- die Verpflichtung der Mönche für den Stifter (und die Zeugen) zu beten
- die Aussage des Abtes Dobrovit, dass er die Kirche mit neun Brüdern zur Herrschaftszeit des Knez Kosmat erbaut habe
- die Bemerkung, dass zu dieser Zeit Mikula in Otočac (M-IKULA VЪ OTOČЪCI) mit der Abtei Sv. Lucija vereint war

Die verwendete Schrift stellt eine Übergangsform von der älteren runden Glagoliza zur neueren (kroatischen) eckigen Glagoliza dar. Neben den glagolitischen Schriftzeichen enthält die Inschrift auch einige lateinische und kyrillische Buchstaben.
Die Sprache der Tafel ist eine Mischung aus einer (alten) Form des Čakavischen und des Kirchenslavischen.
Die Inschrift ZЪVЪNIMIRЪ KRALЪ HRЪVATЪSKЪÏ (Zvonimir, König Kroatiens) macht die Tafel von Baška zu einem bedeutenden Dokument und Kulturdenkmal für die kroatische Geschichte, vor allem, da dies die älteste derartige Inschrift in kroatischer Sprache ist. Der Text der Tafel stellt eine bedeutende Quelle für die historische Linguistik, die Slawistik und die Kroatistik dar.

## Text

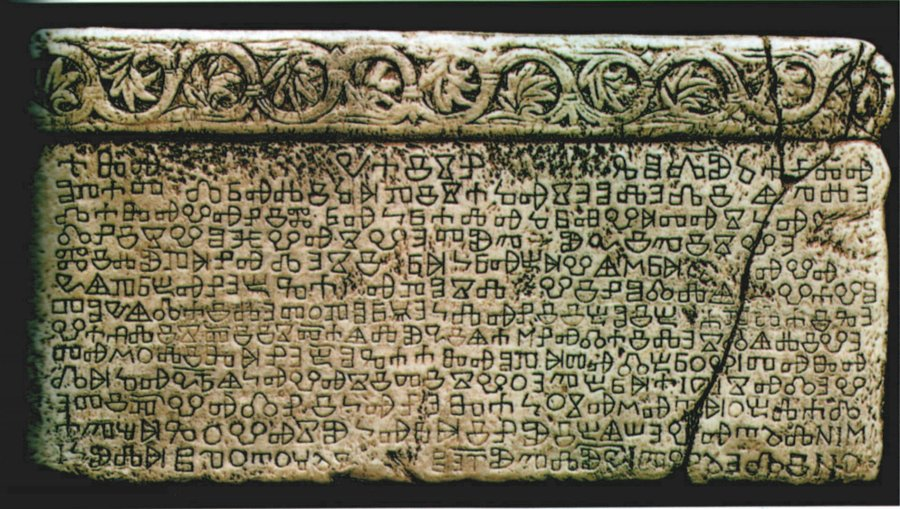
Inschrift der Tafel von Baška

Unleserliche Teile sind grau hervorgehoben.
ⰰⰸⱏ–––––ⱌⰰⱄⰻⱀⰰ––ⱅⰰⰳⱁⰴⱆⱈⰰⰰⰸⱏ

ⱁⱂⰰⱅ–ⰴⱃⱏⰶⰻⱈⱝⱂⰻⱄⰰⱈⱏⱄⰵⱁⰾⰵⰴⰻⱑⱓⰶⰵ

ⰴⰰⰸⱏⰲⱏⱀⰻⰿⱃⱏⰽⱃⰰⰾⱏⱈⱃⱏⱝⱅⱏⱄⰽⱏ–––

ⰴⱀⰻⱄⰲⱁⱗⰲⱏⱄⰲⰵⱅⱆⱓⰾⱆⱌⰻⱓⰻⱄⰲⰵ––

ⰿⰻⰶⱆⱂⱝⱀⱏⰴⰵⱄⰻ–ⱃⱝⰽⱃⱏⰱⱝⰲⱑⰿⱃⱝ–––ⱏⰲ––

ⱌⱑⱂⱃⰱⱏⱀⰵⰱⰳⰰ–ⱏⱂⱁⱄⰾ–ⰲⰻⱀⱁⰴⰾⱑ––ⰲⰰⰲⱁ

ⱅⱁⱌⱑⰴⰰⰻⰶⰵⱅⱉⱀⱁⱃⱒⰵⰽⰾⱏⱀⰻⰻⰱⱁⰻⰱ–ⰰⱀⰾⰰⰻⰳⰵ

ⰲⰰⰼⰾⰻⱄⱅ҃ⰻⰻⱄⱅ҃ⰰⱑⰾⱆⱌⰻⱑⰰⱞⱀⱏⰴⰰⰻⰾⰵⱄⰴⱑⰶⰻⰲⰵ

ⱅⱏⱞⱉⰾⰻⰸⱝⱀⰵⰱ҃ⱁⰳⰰⰰⰸⱏⱁⱀⱝⱅⱏⰴⰱⱃⱉⰲⱜⱅⱏⰸⱏ

ⰴⱝⱈⱏⱌⱃ꙯ⱑⰽⱏⰲⱏⱄⰻⱅⰻⱄⰲⱉⰵⱓⰱⱃⱝⰰⱜⱓⱄⱏⰴⰵⰲ

ⰵⱅⰻⱓⰲⱏⰴⱀⰻⰽⱏⱀⰵⰸⰰⰽⱉⱄⱏⱞⱏⱅⱝⱉⰱⰾⰰⰾ

ⰰⱓⱋⱝⰳⱉⰲⱏⱄⱆⰽⱏⱃⱝⰻⱀⱆⰻⰱⱑⱎⰵⰲⱏⱅⱏⰾNⱜⱞ

ⱜⰽⱆⰾⱝⰲⱏⱉтⱉⱒⱍ–––ⰲⰵт꙯ⱆⱓⰾⱆⱌ꙯ⱜⱓⰲⱏⰵⰾⰻNⱉ
AZ V' IME OTCA I S(I)NA I SVETAGO DUHA AZ'

OPAT' DR'ZhIHA PISAH SE O LEDNINE JuZhE

DA Z'V'NIM(I)R KRAL' HR'VAT'SKI V'

DNI SVOE V' SVETUJu LUCIJu I SVEDO -

MI ZhUPAN' DESIMIRA KR'BAVE MARTIN' V L(I) -

CE PRB'NEBZhA S' POSL' VIN(0)DOLE JaK(O)V' V O-

TOCE DA IZhE TO POREChE KL'NI I BO(G) I *BI* AP(OSTO)LA I *G* E -

VANJELISTI I S(VE)TAJa LUCIJa AM(E)N' DA IZhE SDE ZhIVE -

T' MOLI ZA NE BOGA AZ OPAT' DBROVIT' Z' -

DAH' CREK'V' SIJu I SVOEJu BRATIJu S DEV -

ETIJu V' DNI K'NEZA KOS'M'TA OBLAD -

AJuChAGO V'SU K'RAINU I BJeShE V' T' DNI M -

IKULA V' OTOCh'CI S' SVETUJu LUCIJu V' EDINO

### Deutsche Übersetzung
Ich, im Namen des Vaters und des Sohnes und des Hl. Geistes, Ich

Abt Držiha schrieb dies über dieses Stück Land, welches

Zvonimir, König Kroatiens, in

seinen Tagen, der Heiligen Lucija schenkte. Und die Zeugen (sind):

Präfekt Desimir aus Krbava, Martin aus

Lika, Pribineg, dieser Gesandte aus Vinodol [und] Jakov von der

Insel. Sollte jemand dies bestreiten, so verfluche ihn Gott und die 12 Apostel und die 4

Evangelisten und die Heilige Lucija. Amen. Sollte hier jemand leben

so solle er für sie zu Gott beten. Ich, Abt Dobrovit,

erbaute diese Kirche und mit meinen neun Brüdern

in den Tagen des Knez Kosmat, der dieses

Land beherrschte. Und es war in diesen Tagen Mikula

in Otočac mit der [Abtei der] Heiligen Lucija vereint.

### Replikat
Ein Replikat der Tafel von Baška steht im Lesesaal der Staatsbibliothek zu Berlin im Scharounbau vor dem Eingang der Osteuropa-Abteilung.

## Sonstiges
Der Großorden des Königs Dmitar Zvonimir mit Schärpe und Morgenstern (Velered kralja Dmitra Zvonimira s lentom i Danicom) zeigt als zentrales Element des Halsordens die Tafel von Baška. Der Orden steht an vierter Stelle des kroatischen Ordenssystems.
Auf der Insel Krk erinnert der Glagolitische Pfad Baška an die Tafel.
Die Tafel war auf der Vorderseite der kroatischen 100 Kuna-Banknote zu sehen.
Der kroatische Komponist Stjepan Šulek (1914–1986) schrieb 1980 das Chorwerk Bašćanska ploča (Tafel von Baška).